# IC 4435
IC 4435 је елиптична галаксија у сазвјежђу Волар која се налази на листи објеката дубоког неба у Индекс каталогу.
Деклинација објекта је + 37° 28' 19" а ректасцензија 14h 27m 24,1s. Привидна величина (магнитуда) објекта IC 4435 износи 14,2 а фотографска магнитуда 15,2. IC 4435 је још познат и под ознакама MCG 6-32-37, CGCG 192-22, NPM1G +37.0439, PGC 51615.